# Howard Robert Horvitz
Howard Robert Horvitz (Chicago, EUA 1947) és un biòleg i professor universitari estatunidenc guardonat amb el Premi Nobel de Medicina o Fisiologia l'any 2002.

## Biografia
Va néixer el 8 de maig de 1947 a la ciutat de Chicago, població situada a l'estat nord-americà d'Illinois. Va estudiar biologia a la Universitat Harvard, on es graduà el 1972 i doctorà el 1974. Des de l'any 1978 és professor de biologia de l'Institut Tecnològic de Massachusetts, primer com a professor ajudant, posteriorment com associat i des de 1986 com a professor titular. Des de 1988 és membre de l'equip de recerca de l'Institut Mèdic Howard Hughes.

## Recerca científica
Interessat en el desenvolupament cel·lular, a partir dels seus estudis sobre el nematode Caenorhabditis elegans aconseguí establir noves bases sobre l'estudi de la vida i mort de les cèl·lules i entendre millor l'apoptosi o mort programades de certes cèl·lules.
L'any 2002 fou guardonat amb el Premi Nobel de Medicina o Fisiologia, juntament amb Sydney Brenner i John E. Sulston, pels seus treballs sobre la regulació genètica del desenvolupament i mort cel·lular.